# Песьяна (деревня)
Песьяна — деревня в составе Очёрского городского округа в Пермском крае.

## Географическое положение
Деревня расположена в восточной части округа примерно в 14 километрах на северо-восток по прямой от города Очёр, на юго-запад от села Дворец.

## Климат
Климат характеризуется как умеренно континентальный, с морозной снежной зимой и коротким тёплым летом. Средняя многолетняя температура самого холодного месяца (января) составляет −15,5 °С, температура самого тёплого (июля) 17,5 °С. Продолжительность безморозного периода — 115 дней. Среднегодовое количество осадков — 441 мм.

## История
Деревня до 2020 года входила в состав Спешковского сельского поселения Очёрского района. После упразднения обоих муниципальных образований входит в состав Очёрского городского округа.

## Население
Постоянное население составляло 9 человек в 2002 году (100 % русские), 5 человек в 2010 году.